# Governatorato di Ta'izz
Taʿizz (in arabo: تعز) è un governatorato dello Yemen; la sua capitale, Taʿizz, è la terza città per abitanti del paese. Altre città maggiori del governatorato sono Al Sawa, Juha e Mokha, l'importante porto per il commercio del caffè.
La superficie del governatorato è di 10.010 km², ma nonostante non sia esteso, il territorio di questo governatorato presenta una notevole differenziazione geografica. La parte occidentale fa parte della piana costiera della Tihāma, e presenta un clima eccezionalmente caldo. La parte orientale invece è montagnosa, e con la sua cima maggiore, Jebel Saber vicino Taʿizz, raggiunge anche i 3.070 metri di altitudine. Queste montagne intrappolano i monsoni, tanto che tra aprile e ottobre si registrano intense precipitazioni piovose. Sugli altopiani le temperature diurne sono calde, ma durante le notti possono scendere fino ai -5 °C.
L'agricoltura riflette questa diversità geografica. Nella regione della Tihāma, l'agricoltura è sostenibile solo grazie all'irrigazione; vi si coltiva il cotone ed il sesamo. Sugli altipiani, anche se queste due colture sono ancora presenti, è possibile mettere a coltura una più ampia varietà di coltivazioni, grazie alle piogge. Mango, papaya, banana, oltre all'immancabile qāt e naturalmente al caffè sono coltivazioni presenti in questo governatorato.
Taʿizz è il maggior centro di cultura islamica nello Yemen e tra il 1948 e il 1962 è stata la capitale dello stato, anche se non è così antica come le vicine città di Ibb e Jibla. Oggi è il maggior centro commerciale dello Yemen, a causa della sua posizione, prossima alle zone di coltivazioni e al porto di Mokha.